# Маріналеда
Маріналеда (ісп. Marinaleda) — муніципалітет в Іспанії, у складі автономної спільноти Андалусія, у провінції Севілья. Населення — 2759 осіб (2010).
Муніципалітет розташований на відстані близько 360 км на південь від Мадрида, 90 км на схід від Севільї.
На території муніципалітету розташовані такі населені пункти: (дані про населення за 2010 рік)
- Маріналеда: 2199 осіб
- Матарредонда: 560 осіб

## Демографія
Динаміка населення (INE ):

## Галерея зображень

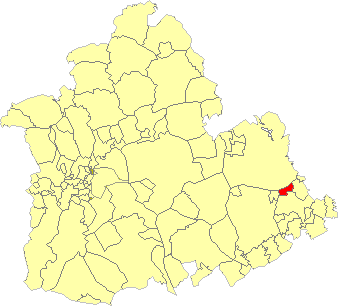
Розташування муніципалітету Маріналеда у провінції Севілья
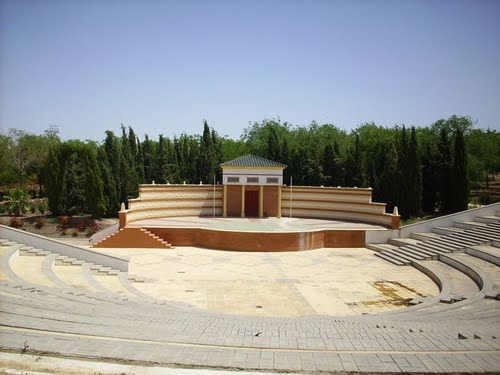
Маріналеда, муніципальний театр